# ياكوبو دالوجليو
ياكوبو دالوجليو (بالإيطالية: Jacopo Dall'Oglio) (2 أبريل 1992 بميلاتسو في إيطاليا - ) هو لاعب كرة قدم إيطالي في مركز الوسط. لعب مع نادي بريشيا ونادي ريجينا وASD Barletta 1922 ‏ واتحاد بافيا لكرة القدم.

## وصلات خارجية
- ياكوبو دالوجليو على موقع قاعدة بيانات كرة القدم.إي يو (الإنجليزية)
- ياكوبو دالوجليو على موقع Soccerway.com (الإنجليزية)
- ياكوبو دالوجليو على موقع عالم كرة القدم.نت (الإنجليزية)